# لينجشويجيانغ
لينجشويجيانغ (بالصينية: 冷水江市) هي مدينة على مستوى مقاطعة، في الصين، تقع في لودى، بلغ عدد سكانها 370,300 نسمة وذلك حسب إحصائيات سنة 2015، تبلغ مساحتها 426 كيلومتر مربع، رمزها البريدي هو 4175XX.

## المناخ
يظهر الجدول التالي التغييرات المناخية على مدار السنة للينجشويجيانغ:
| البيانات المناخية لـلينجشويجيانغ                 | البيانات المناخية لـلينجشويجيانغ | البيانات المناخية لـلينجشويجيانغ | البيانات المناخية لـلينجشويجيانغ | البيانات المناخية لـلينجشويجيانغ | البيانات المناخية لـلينجشويجيانغ | البيانات المناخية لـلينجشويجيانغ | البيانات المناخية لـلينجشويجيانغ | البيانات المناخية لـلينجشويجيانغ | البيانات المناخية لـلينجشويجيانغ | البيانات المناخية لـلينجشويجيانغ | البيانات المناخية لـلينجشويجيانغ | البيانات المناخية لـلينجشويجيانغ | البيانات المناخية لـلينجشويجيانغ |
| الشهر                                            | يناير                            | فبراير                           | مارس                             | أبريل                            | مايو                             | يونيو                            | يوليو                            | أغسطس                            | سبتمبر                           | أكتوبر                           | نوفمبر                           | ديسمبر                           | المعدل السنوي                    |
| ------------------------------------------------ | -------------------------------- | -------------------------------- | -------------------------------- | -------------------------------- | -------------------------------- | -------------------------------- | -------------------------------- | -------------------------------- | -------------------------------- | -------------------------------- | -------------------------------- | -------------------------------- | -------------------------------- |
| الدرجة القصوى °م (°ف)                            | 25.9 (78.6)                      | 30.2 (86.4)                      | 35.0 (95.0)                      | 35.7 (96.3)                      | 36.5 (97.7)                      | 37.2 (99.0)                      | 39.5 (103.1)                     | 40.0 (104.0)                     | 38.4 (101.1)                     | 35.4 (95.7)                      | 31.5 (88.7)                      | 24.3 (75.7)                      | 40.0 (104.0)                     |
| متوسط درجة الحرارة الكبرى °م (°ف)                | 8.6 (47.5)                       | 10.6 (51.1)                      | 15.1 (59.2)                      | 21.5 (70.7)                      | 26.5 (79.7)                      | 29.5 (85.1)                      | 32.8 (91.0)                      | 32.2 (90.0)                      | 28.2 (82.8)                      | 22.8 (73.0)                      | 17.6 (63.7)                      | 12.0 (53.6)                      | 21.5 (70.6)                      |
| المتوسط اليومي °م (°ف)                           | 5.0 (41.0)                       | 7.0 (44.6)                       | 10.9 (51.6)                      | 16.9 (62.4)                      | 21.6 (70.9)                      | 25.0 (77.0)                      | 28.0 (82.4)                      | 27.0 (80.6)                      | 23.2 (73.8)                      | 17.9 (64.2)                      | 12.7 (54.9)                      | 7.4 (45.3)                       | 16.9 (62.4)                      |
| متوسط درجة الحرارة الصغرى °م (°ف)                | 2.2 (36.0)                       | 4.3 (39.7)                       | 7.7 (45.9)                       | 13.3 (55.9)                      | 17.7 (63.9)                      | 21.5 (70.7)                      | 24.1 (75.4)                      | 23.4 (74.1)                      | 19.5 (67.1)                      | 14.4 (57.9)                      | 9.0 (48.2)                       | 3.9 (39.0)                       | 13.4 (56.2)                      |
| أدنى درجة حرارة °م (°ف)                          | −6.3 (20.7)                      | −4.7 (23.5)                      | −1.6 (29.1)                      | 2.1 (35.8)                       | 7.5 (45.5)                       | 12.2 (54.0)                      | 17.1 (62.8)                      | 16.5 (61.7)                      | 12.0 (53.6)                      | 2.9 (37.2)                       | −1.8 (28.8)                      | −8.2 (17.2)                      | −8.2 (17.2)                      |
| الهطول مم (إنش)                                  | 67.9 (2.67)                      | 83.8 (3.30)                      | 118.4 (4.66)                     | 176.2 (6.94)                     | 189.5 (7.46)                     | 235.1 (9.26)                     | 153.9 (6.06)                     | 142.0 (5.59)                     | 77.6 (3.06)                      | 84.2 (3.31)                      | 71.0 (2.80)                      | 46.3 (1.82)                      | 1٬445٫9 (56.93)                  |
| متوسط الرطوبة النسبية (%)                        | 78                               | 79                               | 80                               | 80                               | 80                               | 82                               | 77                               | 79                               | 78                               | 78                               | 75                               | 74                               | 78                               |
| المصدر: China Meteorological Data Service Center |                                  |                                  |                                  |                                  |                                  |                                  |                                  |                                  |                                  |                                  |                                  |                                  |                                  |

## التقسيمات الإدارية
- Lengshuijiang Subdistrict [الإنجليزية]‏
- Xikuangshan, Lengshuijiang [الإنجليزية]‏
- Shatangwan [الإنجليزية]‏
- Buxi, Lengshuijiang [الإنجليزية]‏
- Heqing, Lengshuijiang [الإنجليزية]‏
- Yankou, Lengshuijiang [الإنجليزية]‏
- Zhadu, Lengshuijiang [الإنجليزية]‏
- Duoshan, Lengshuijiang [الإنجليزية]‏
- Maoyi, Lengshuijiang [الإنجليزية]‏
- Sanjian, Lengshuijiang [الإنجليزية]‏
- Jinzhushan, Lengshuijiang [الإنجليزية]‏
- Panqiao, Lengshuijiang [الإنجليزية]‏
- Zilong, Lengshuijiang [الإنجليزية]‏
- Kuangshan, Lengshuijiang [الإنجليزية]‏
- Zhonglian, Lengshuijiang [الإنجليزية]‏
- Tongxing, Lengshuijiang [الإنجليزية]‏.